# Ferdinando Quaglia

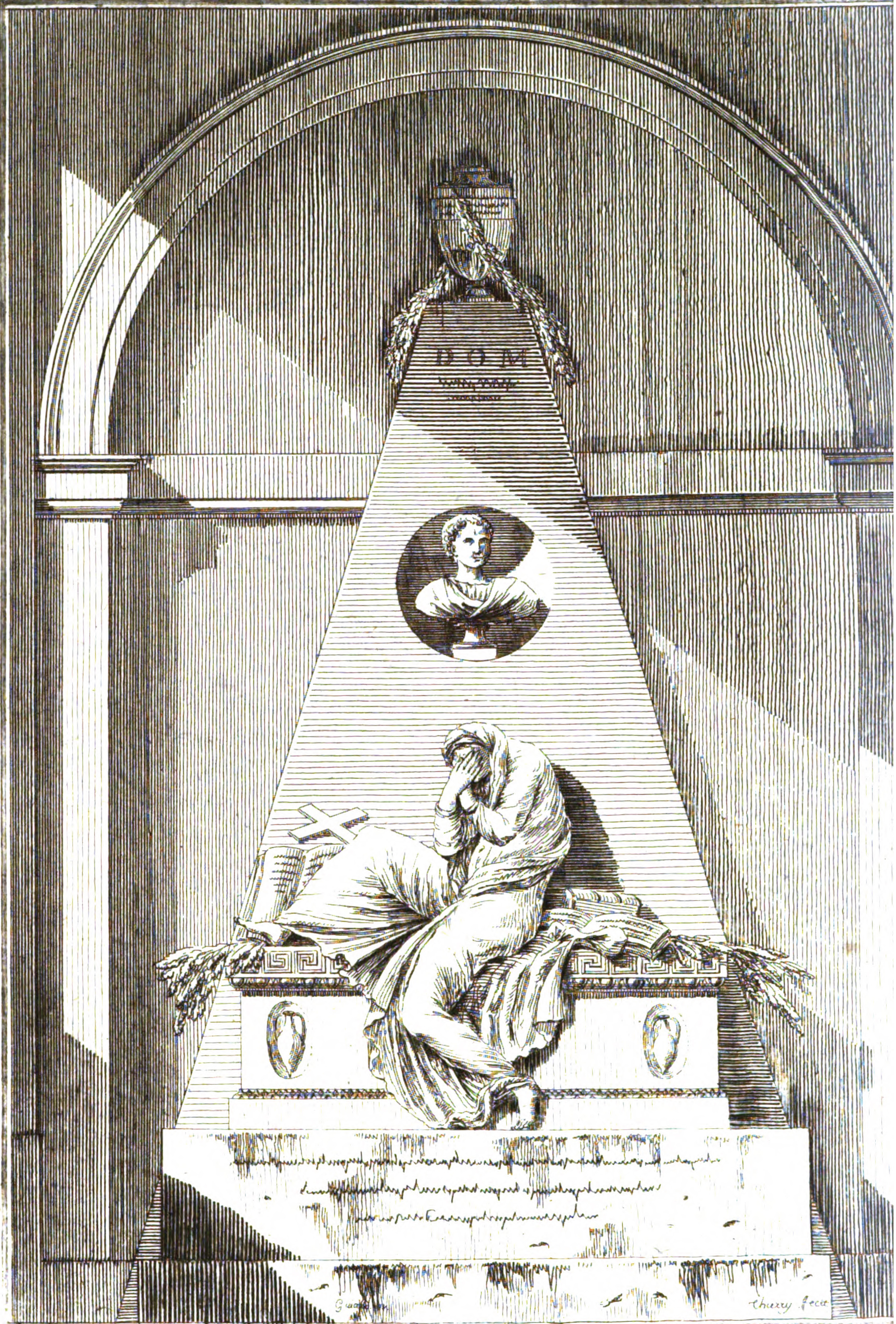
Skiss utförd av Ferdinando Quaglia.

Paul Ferdinando Louis Quaglia, född den 12 oktober 1780 i Piacenza, hertigdömet Parma, död den 3 februari 1853 i Paris, var en italiensk miniatyrmålare, tecknare och litograf.
Quaglia studerade konst i Parma och Florens fram till 1805 då han flyttade till Paris och blev hovmålare för kejsarinnan Joséphine. Som tecknare och litograf producerade han en bok om kyrkogården Père-Lachaise i Paris. Quaglia var främst verksam som porträttmålare och avporträtterade flera av tidens kungligheter, bland andra drottning Desideria av Sverige. Tavlan med hennes porträtt ställdes ut på Konstakademien i Stockholm 1831. Han medverkade i utställningar på Parissalongen fram till 1824 och tilldelades en pension från Karl XIV Johan. Quaglia finns representerad vid Uffizierna i Florens, Wallace Collection i London, Waldemarsudde, Nationalmuseum i Stockholm, Löfstads slott och Rosendals slott.